# Sablonceaux
Sablonceaux ist eine westfranzösische Gemeinde mit 1.413 Einwohnern (Stand: 1. Januar 2022) im Département Charente-Maritime in der Region Nouvelle-Aquitaine. Die Gemeinde gehört zum Arrondissement Saintes und zum Kanton Saujon. Die Einwohner werden Sablonçonnais genannt.

## Lage
Sablonceaux liegt in der alten Kulturlandschaft der Saintonge etwa 22 Kilometer westlich von Saintes. Umgeben wird Sablonceaux von den Nachbargemeinden Le Gua im Norden und Westen, Nancras im Norden, Balanzac im Nordosten, Saint-Romain-de-Benet im Süden und Osten sowie Saujon im Süden und Südwesten.

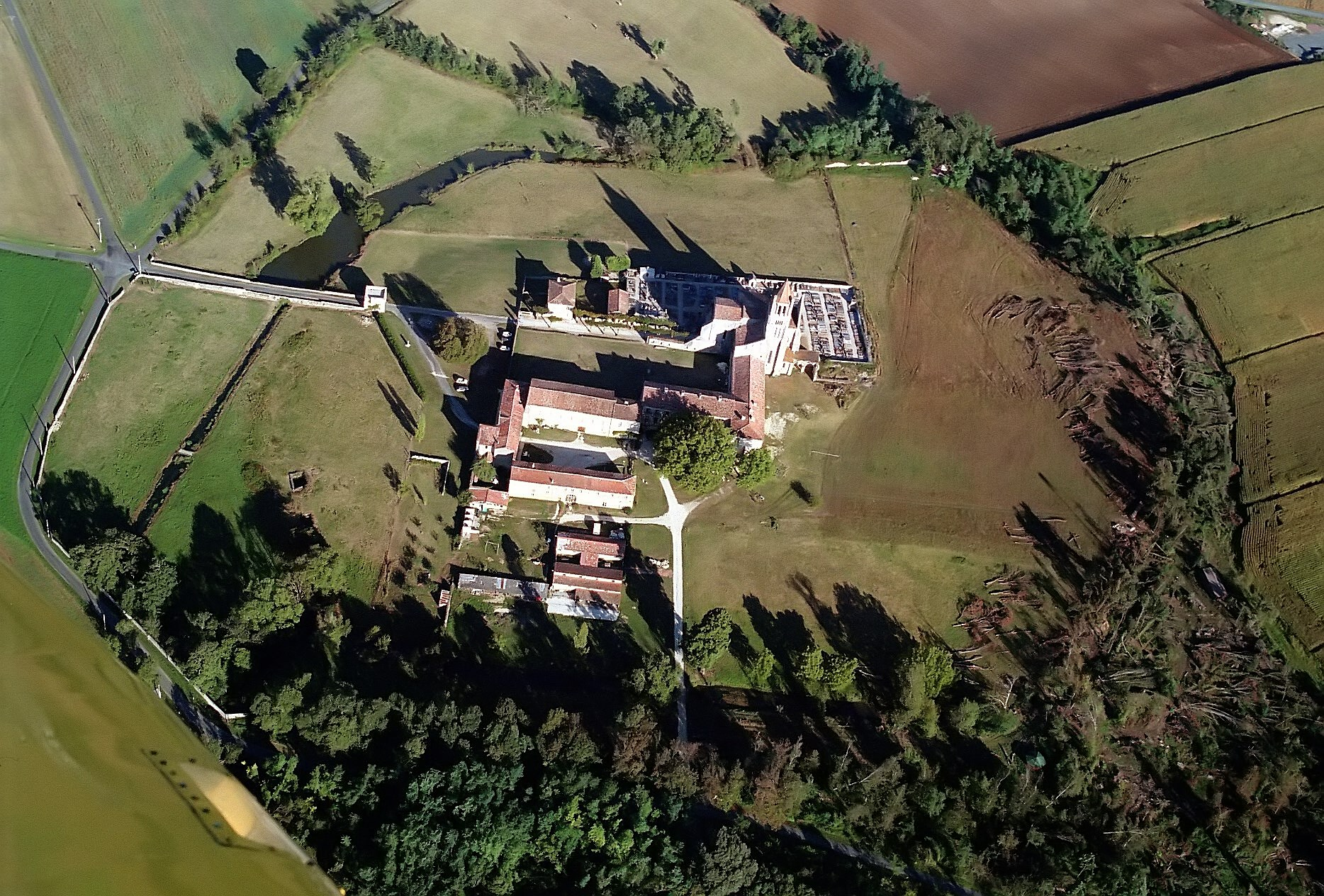
Luftbild der Abtei

## Bevölkerungsentwicklung
| Jahr                       | 1962 | 1968 | 1975 | 1982 | 1990 | 1999 | 2008 | 2017 |
| Einwohner                  | 745  | 750  | 735  | 858  | 1027 | 1023 | 1195 | 1397 |
| Quellen: Cassini und INSEE |      |      |      |      |      |      |      |      |

## Sehenswürdigkeiten
- Dolmen von Berthegille

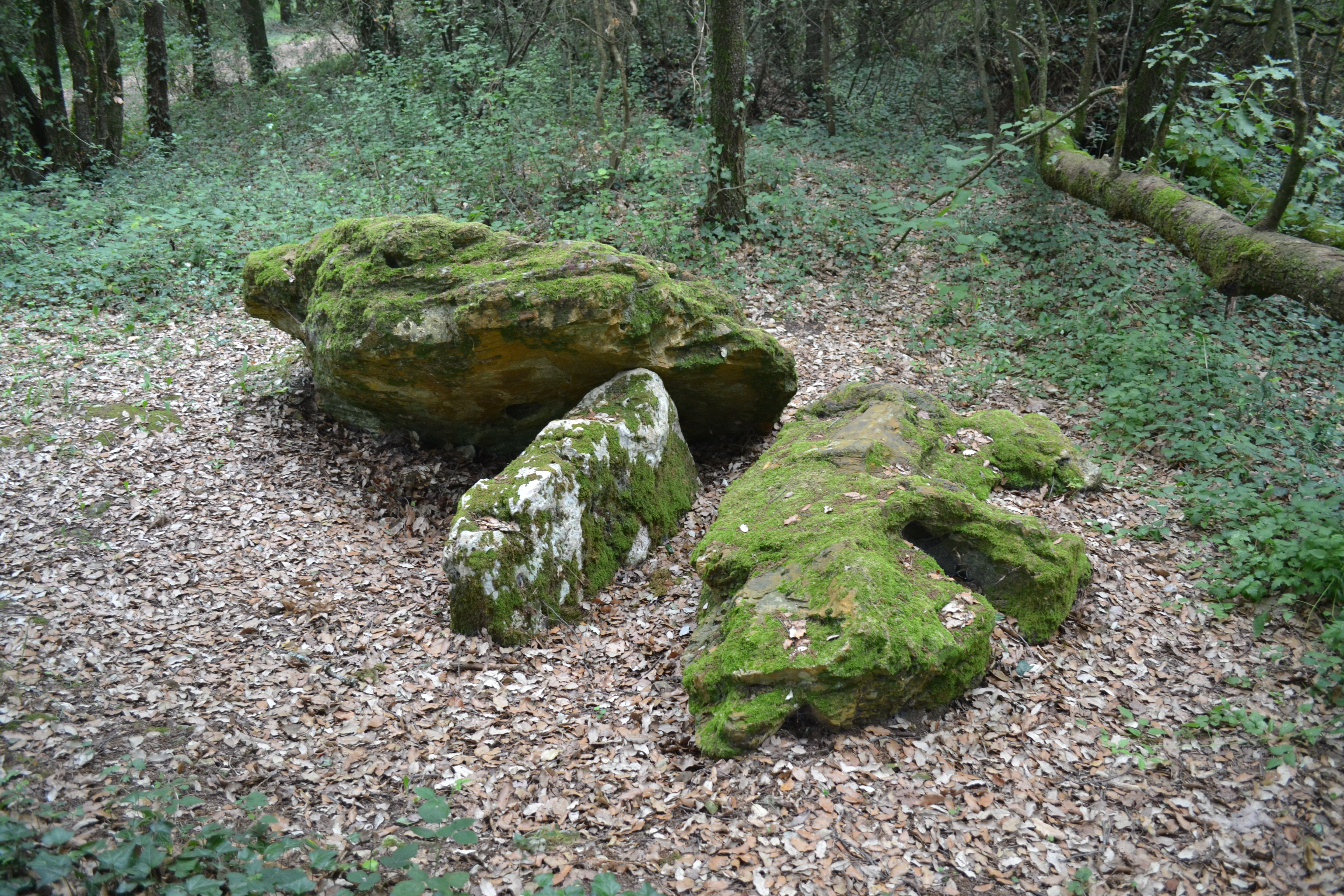
Dolmen von Berthegille

- Abtei Sablonceaux, 1136 erbaut, seit 1907 Monument historique
- Schloss Le Mortier aus dem 17. Jahrhundert

Siehe auch: Liste der Monuments historiques in Sablonceaux

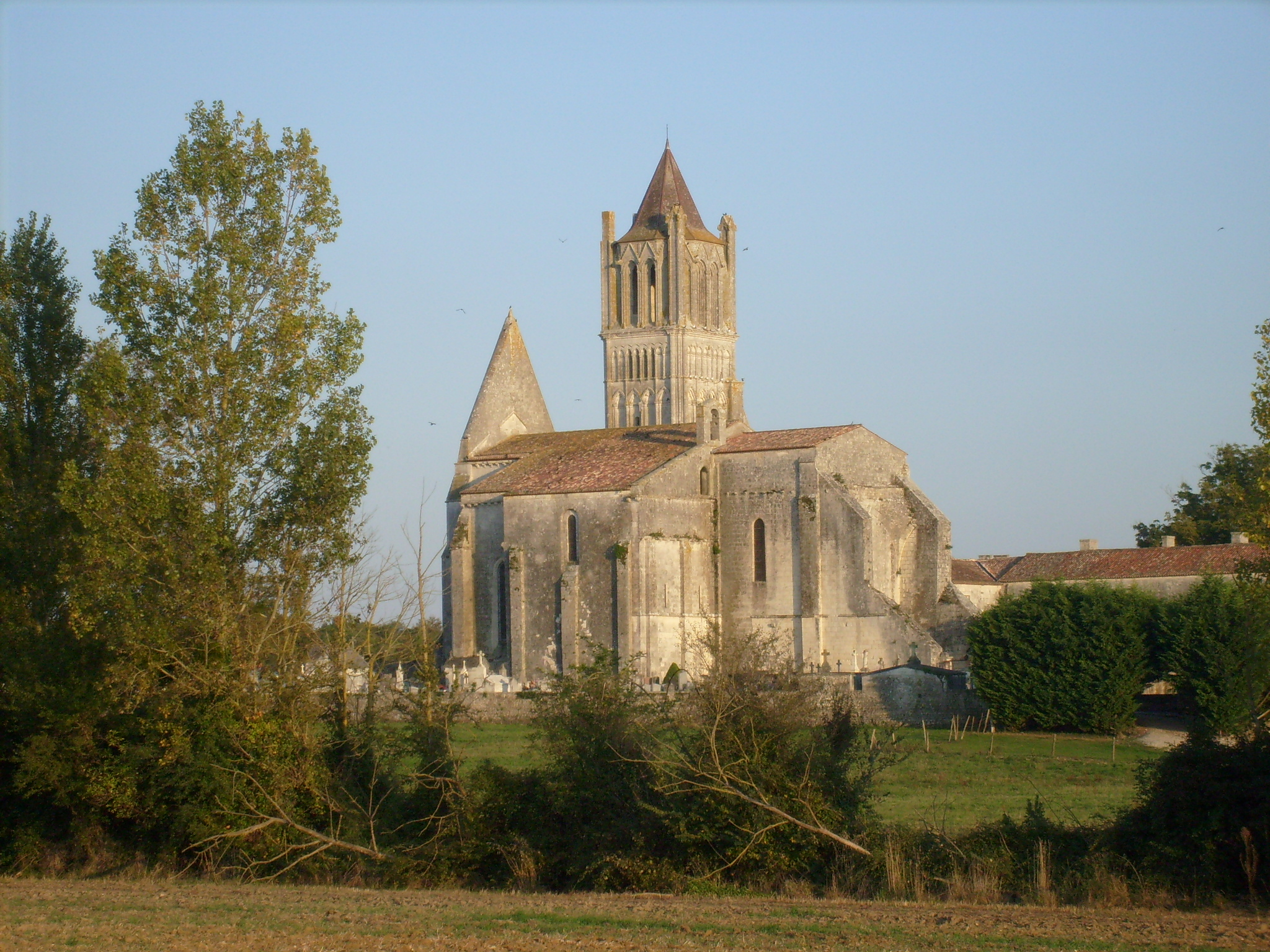
Kloster von Sablonceaux